# Byblia castanea
Byblia castanea är en fjärilsart som beskrevs av Butler 1886. Byblia castanea ingår i släktet Byblia och familjen praktfjärilar. Inga underarter finns listade i Catalogue of Life.